# Durango (Iowa)
Durango és una població dels Estats Units a l'estat d'Iowa. Segons el cens del 2000 tenia 24 habitants.

## Demografia
Segons el cens del 2000, Durango tenia 24 habitants, 11 habitatges, i 7 famílies. La densitat de població era de 308,9 habitants/km².
Dels 11 habitatges en un 36,4% hi vivien nens de menys de 18 anys, en un 45,5% hi vivien parelles casades, en un 27,3% dones solteres, i en un 27,3% no eren unitats familiars. En el 27,3% dels habitatges hi vivien persones soles el 18,2% de les quals corresponia a persones de 65 anys o més que vivien soles. El nombre mitjà de persones vivint en cada habitatge era de 2,18 i el nombre mitjà de persones que vivien en cada família era de 2,5.
Per edats la població es repartia de la següent manera: un 0% tenia menys de 18 anys, un 0% entre 18 i 24, un 0% entre 25 i 44, un 0% de 45 a 60 i un 16,7% 65 anys o més.
L'edat mediana era de 39 anys. Per cada 100 dones de 18 o més anys hi havia 72,7 homes.
La renda mediana per habitatge era de 32.188 $ i la renda mediana per família de 55.625 $. Els homes tenien una renda mediana de 0 $ mentre que les dones 22.083 $. La renda per capita de la població era de 19.827 $. Entorn del 22,2% de les famílies i el 15,4% de la població estaven per davall del llindar de pobresa.

## Poblacions properes
El següent diagrama mostra les poblacions més properes.